# Lorenz Lindelöf
Lorenz Leonard Lindelöf (russisch Лоренц Леонард Линделёф, * 13. November 1827 in Karvia, damals Russland; † 3. März 1908 in Helsinki, damals Russland) war ein finnischer Mathematiker und Astronom.

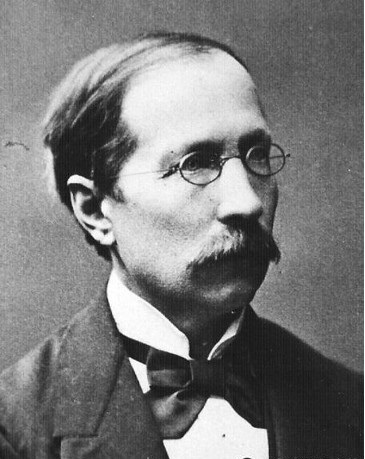
Lorenz Lindelöf

## Leben
Lindelöf kam aus einfachen Verhältnissen. Er lernte Schwedisch, Deutsch und Französisch und studierte an der Universität Helsinki Astronomie und Mathematik und war, nachdem er sich zunächst auf Astronomie spezialisieren wollte (1855/56 war er deshalb an der Pulkowa-Sternwarte), nach der Promotion 1857 bis 1874 Professor für Mathematik und 1869 bis 1872 Rektor der Universität Helsinki. Danach wandte er sich der Politik zu und war 1874 bis 1902 Aufseher des staatlichen Schulwesens in Finnland. Außerdem arbeitete er für eine Lebensversicherungsgesellschaft. 1883 wurde er geadelt und 1886 Staatsrat. Er war im Landtag, in vielen Ausschüssen und ab 1900 Landmarschall.
Er veröffentlichte über Minimalflächen und Variationsrechnung, Differentialgeometrie, Mechanik, Himmelsmechanik und Pensionsfonds.
Sein Sohn Ernst Leonard Lindelöf war ebenfalls Mathematiker.
1859 wurde er Mitglied der Finnischen Wissenschaftliche Gesellschaft und ab 1867 deren ständiger Sekretär. 1868 wurde er als korrespondierendes Mitglied in die Russische Akademie der Wissenschaften aufgenommen. Er war auch ab 1900 Mitglied der Gesellschaft der Wissenschaften in Uppsala. 1880 erhielt er den Steiner-Preis der Berliner Akademie der Wissenschaften.

## Schriften
- Limites entre lesquelles le caténoïde est une surface minima, Acta Soc. Scient. Fenn., No. 9, 1871.
- Lårobok i analytisk Geometri, Helsingfors, 1877 (Lehrbuch der Analytischen Geometrie, schwedisch)
- Trajectoire d’un corps assujetti à se mouvoir sur la surface de la terre sous l’influence de la rotation terrestre, Acta Soc. Scient. Fenn., No. 16, 1888
- Variationskalkylens teori och des andvändning till bestämmande af multipla integralers maxima och minima, 1855
- Nouvelle demonstration d’un théorème fondamental du calcul de variations, Compte Rendus Acad. Sci. Paris, 1861
- Recherches sur les polyèdres maxima, Acta Soc. Scient. Fenn., No. 24, 1898.
- mit A. Moigno Leçons de calcul des variations, Paris: Mallet-Bachelier, 1861